# Begonia ludicra
Espèce
Synonymes
- Begonia liebmannii A.DC.[1]
- Begonia repens Hemsl.[1]
- Weilbachia reptans Klotzsch & Oerst.[1]

Begonia ludicra est une espèce de plantes de la famille des Begoniaceae.
L'espèce fait partie de la section Weilbachia.
Elle a été décrite en 1859 par Alphonse Pyrame de Candolle (1806-1893).

## Répartition géographique
Cette espèce est originaire des pays suivants : Guatemala ; Mexique ; Panama.